# Zbigniew Banaś
Zbigniew Banaś, ps. „Banan” (ur. 1929 w Warszawie, zm. 17 sierpnia 1944 tamże) – polski harcerz, członek Szarych Szeregów, powstaniec warszawski.

## Życiorys
Podczas okupacji hitlerowskiej należał do hufca „Dzieci Powiśla” i Szarych Szeregów.
Od pierwszych dni walk był łącznikiem polowym służącym w Stanicy Harcerskiej Powiśle dowodzonej przez phm Zbigniewa Brydaka. Banaś zginął 17 sierpnia 1944 w rejonie szpitala Czerwonego Krzyża przy ul. Smolnej. Informacja o jego śmierci ukazała się w 55. numerze „Biuletynu Informacyjnego” z dnia następnego – 18 sierpnia:

W dniu 17 bm. zginął śmiercią żołnierza druh Banan w wieku 16 lat. Zmarły był pierwszym harcerzem, który rozpoczął roznoszenie listów Poczty Polowej, dostarczając je na najbardziej wysunięte punkty frontu. Padł od kuli wroga przenosząc pod obstrzałem listy na teren szpitala Czerwonego Krzyża. Pochowany został na Powiślu, przy Konserwatorium, koło Stanicy Harcerskiej.

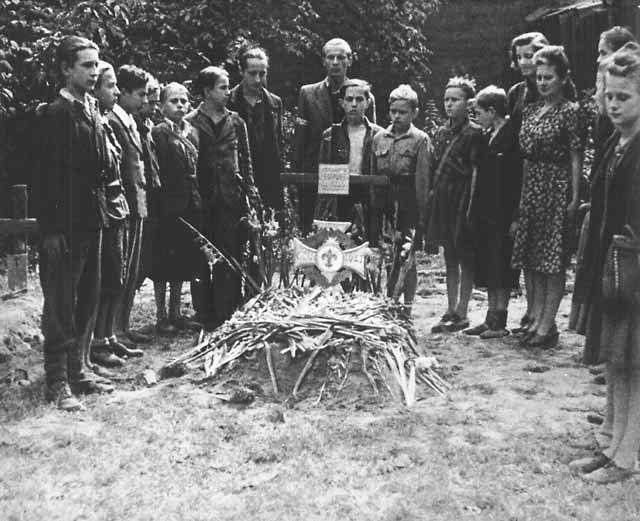
Pogrzeb Banasia

Na pogrzeb przybyli m.in. Stanisław Broniewski, hm Przemysław Górecki. Ks. Michał Czartoryski odprawił egzekwie.
Był pierwszym listonoszem Harcerskiej Poczty Polowej, który poległ w powstaniu warszawskim.
Zachowało się zdjęcie fotoreportera Referatu Fotograficznego BIP AK – Tadeusza Bukowskiego, przedstawiające uroczysty pogrzeb chłopca.
Zbigniew Banaś został Bohaterem 30 PGDH Zielone Stopy.